# Nancy Drew: The Creature of Kapu Cave
The Creature of Kapu Cave es la decimoquinta entrega de la serie de juegos de aventuras point-and-click Nancy Drew de Her Interactive. El juego está disponible para jugar en plataformas Microsoft Windows. Tiene una clasificación ESRB de E por momentos de violencia leve y peligro. Los jugadores asumen la perspectiva en primera persona de la detective aficionada ficticia Nancy Drew y deben resolver el misterio interrogando a los sospechosos, resolviendo acertijos y descubriendo pistas. Hay dos niveles de juego, el modo detective junior y el modo detective senior, cada uno ofrece un nivel de dificultad diferente de acertijos y pistas; sin embargo, ninguno de estos cambios afecta la trama del juego. El juego está basado vagamente en el libro Mystery on Maui (1998).

## Trama
Nancy Drew viaja a Hawái para trabajar como asistente de investigación del Dr. Quigley Kim, un entomólogo. Una plaga devastadora está destruyendo la cosecha local de piña. Los residentes susurran que un complejo de investigación secreto ha despertado al legendario Kāne 'Ōkala, un hombre que murió en un volcán hace siglos y ahora ronda la Gran Isla causando estragos. Al llegar, Nancy descubre que el campamento del Dr. Kim ha sido devastado y que el Dr. Kim ha desaparecido. Por coincidencia, los Hardy Boys también están en la isla para completar una misión de alto secreto, por lo que los tres detectives aficionados deben formar equipo para resolver el misterio.

### Personajes
- Nancy Drew - Nancy es una detective aficionada de 18 años de la ciudad ficticia de River Heights en Estados Unidos. Ella es el personaje jugable principal del juego, y el jugador resuelve partes del misterio desde su perspectiva.
- Frank Hardy y Joe Hardy - Frank y Joe son detectives aficionados y viejos amigos de Nancy. Están en Hawái para investigar a la familia Mapu para una empresa que planea ofrecerle a Pua un lucrativo contrato de patrocinio. Ayudan a Nancy con su caso y le brindan información útil. Frank y Joe también son personajes jugables, y el jugador resolverá partes del misterio desde su perspectiva.
- Big Island Mike Mapu - Mike Mapu dirige "Big Island Mike's Immersion Excursions" con la ayuda de su hija Pua, pero parece que los turistas simplemente no están interesados. Prácticamente tiene que obligar a los turistas a pescar, a ponerse collares y a hacer snorkel.
- Dr. Quigley Kim - El Dr. Kim es un entomólogo distraído que tiene tendencia a divagar. Ella está trabajando duro para ganar fama y financiación. Es una lástima que todo el dinero se destine a las sofisticadas instalaciones del Dr. Craven.
- Dr. Malachi Craven - El Dr. Craven es el muy temperamental director de operaciones en el Centro de Investigación Hilihili. Ha atraído los fondos de muchos inversores. El Dr. Craven mantiene su trabajo en absoluto secreto, por lo que nadie sabe lo que sucede en su laboratorio.
- Pua Mapu - Pua es una surfista de talla mundial y la hija de Big Island Mike. Ella ayuda a administrar el negocio y pasa cada momento de su tiempo libre surfeando o enseñando a otros a surfear.

### Elenco
- Nancy Drew - Lani Minella
- Frank Hardy - Jonah Von Spreekin
- Joe Hardy - Rob Jones
- Ned Nickerson - Scott Carty
- Mike Mapu de la Gran Isla - Ross Douglas
- Dr. Quigley Kim / Grabación telefónica - Leslie Wadsworth
- Malachi Craven - Dan Murphy
- Pua Mapu - Judith Knowles
- Richard Aikens / Prestamista / Johnny Kuto / Guardia de traje amarillo - Don Darryl Rivera
- Guardia de puerta - RFA Krolmeister
- La empleadora del Dr. Kim - Anne Grant

## Desarrollo
El juego fue aprobado para su lanzamiento el 15 de septiembre de 2006.